# Anapoma
Anapoma is een geslacht van vlinders van de familie Uilen (Noctuidae), uit de onderfamilie Hadeninae.

## Soorten
- A. albicosta Moore, 1881
- A. duplicata Butler, 1889
- A. milloti Rungs, 1955
- A. pallidior Draudt, 1950
- A. polyrabda Hampson, 1905
- A. postica Hampson, 1905
- A. riparia Boisduval, 1829
- A. rufipennis Hampson, 1894
- A. vumbaensis Legrain